# Équipe des Antilles néerlandaises féminine de volley-ball
L'équipe des Antilles néerlandaises de volley-ball féminin est composée des meilleures joueuses sélectionnées par la Fédération des Antilles néerlandaises de Volleyball (Netherland Antilles Volleyball Bonds, NAVB). Elle est actuellement classée au 69e rang de la FIVB au 15 janvier 2010.

## Sélection actuelle
Sélection pour les qualifications aux Championnats du monde 2010.

Entraîneur :  Patricio Bridgewater ; entraîneur-adjoint :  Roderick Wilson

## Palmarès et parcours

### Palmarès
- Championnat d'Amérique du Nord
  - Troisième : 1971
- Jeux d'Amérique centrale et des Caraïbes
  - Troisième : 1959

### Parcours

#### Championnat d'Amérique du Nord
| - 1969 : Non qualifié - 1971 : 3e - 1973 : Non qualifié - 1975 : Non qualifié - 1977 : 7e - 1979 : Non qualifié - 1981 : 7e - 1983 : Non qualifié - 1985 : 7e - 1987 : Non qualifié | - 1989 : Non qualifié - 1991 : Non qualifié - 1993 : Non qualifié - 1995 : Non qualifié - 1997 : Non qualifié - 1999 : Non qualifié - 2001 : Non qualifié - 2003 : Non qualifié - 2005 : Non qualifié - 2007 : Non qualifié | - 2009 : Non qualifié |

#### Jeux d'Amérique centrale et des Caraïbes
| - 1938 : ? - 1946 : ? - 1959 : 3e - 1962 : ? - 1966 : ? - 1970 : ? - 1974 : ? - 1978 : ? - 1982 : ? - 1986 : ? | - 1990 : ? - 1993 : ? - 1998 : ? - 2002 : Non qualifié - 2006 : Non qualifié - 2010 : |